# Thomas Sagittarius
Pour les articles homonymes, voir Sagittarius.
Thomas Sagittarius (né le 7 avril 1577 à Stendal, mort le 21 avril 1621 à Breslau) est un philologue allemand.

## Biographie
Thomas Sagittarius est le fils du diacre du même nom à l'église Sainte-Marie de Stendal, Thomas Sagittarius (à l'origine Schütz, né avant 1555, mort le 26 juillet 1607, il prend le nom savant latin Sagittarius) et sa première épouse Gertraud Melissa. Il a pour demi-frère le recteur Caspar Sagittarius (1597-1667).
Au semestre d'été de 1594, il s'inscrit à l'université d'Iéna, où il poursuit d'abord des études philosophiques. Le 3 février 1597, il obtient le diplôme universitaire de maîtrise en philosophie, reçoit la couronne de poète de Nicolas Reusner le 15 juillet 1600 et obtient un doctorat de droit le 3 août 1599. Après avoir participé à la lecture à voix haute à l'université d'Iéna, il obtient un emploi le 2 octobre 1602 comme assistant à la faculté de philosophie de l'université brandebourgeoise de Francfort.
Le 24 juillet 1605, Sagittarius devient professeur de langue et de littérature grecques à l'université d'Iéna, où il prononce son discours inaugural De dicto, et Christo et Musis Studiosus militat omnis. En 1610, il prend la chaire de logique et de métaphysique à Iéna. En sa qualité d'enseignant à l'université d'Iéna, il participe aux tâches d'organisation de l'université. Il est doyen de la faculté de philosophie à plusieurs reprises et au semestre d'été de 1613 recteur de l'alma mater. Des différends doctrinaux avec les partisans de Wolfgang Ratke l'auraient persuadé de démissionner de son poste à Iéna. Il s'installe à Breslau, où il assume le poste de recteur au lycée Sainte-Élisabeth le 8 septembre 1616 et devient inspecteur des autres écoles de Breslau. En 1617, il rédige un nouveau règlement scolaire. Après une longue maladie, il meurt.
Son ouvrage Epistolica Institutio, seu, de conscribendis epistolis Tractatus, paru en 1612, est le 18 novembre 1619 mise à l’Index librorum prohibitorum.

## Famille
Le 11 novembre 1604, Sagittarius épouse Magdalena Cather (née le 23 avril 1580 à Halle-sur-Saale, morte le 25 juin 1623 à Iéna), la fille de l'artisan Andreas Cather et sa femme Anna Naeve, la fille du médecin Johann Caspar Naeve. Les enfants viennent du mariage.
- Maria Magdalena Sagittarius (née le 10 décembre 1606 à Iéna, morte le 7 avril 1640 à Isserstedt), mariage le 26 septembre 1625 à Iéna avec le pasteur à Lehnstedt et plus tard à Isserstedt Johann Andreas Major (né le 30 novembre 1595, mort le 4 janvier 1654 à Isserstedt), le fils du théologien d'Iéna Johannes Major.
- Johann Christfried Sagittarius (1617–1689)
  - Paul Martin Sagittarius (1645–1694)
- Johann Friedrich Sagittarius
- Johann Gottfried Sagittarius
- Thomas Andreas Sagittarius